# Park Geun-hye
Park Geun-hye (n. 2 februarie 1952) este politiciană sud-coreeană, președinta  Coreei de Sud începând din 25 februarie 2013 - 10 martie 2017, în urma victoriei în alegerile prezidențiale din 19 decembrie 2012. Ea a fost prima femeie care a deținut această funcție.